# Savez pravde i istine
Savez pravde i istine (izvorno na rumunjskom Alianţa Dreptate şi Adevăr; ili skraćeno DA, što znači "da" na rumunjskom) bio je politički savez u Rumunjskoj koji se sastojao od dvije političke stranke: liberalne Nacionalno-liberalne stranke (PNL)  desnog centra (PNL) i prvotno lijevo orijentirane Demokratske stranke (PD), koja je kasnije prešla na ideologija desnog centra. Savez je nastupio na lokalnim, zakonodavnim i predsjedničkim izborima 2004. godine.
Iako je Nacionalna zajednica PSD+PUR osvojila najveći broj mjesta u Saboru, Savez pravde i istine formirao je vladu od 2004. do 2007. u koaliciji s Demokratskim savezom Mađara u Rumunjskoj (UDMR) i Konzervativnom strankom (PUR), koji je promijenio stranu nakon što je kandidat kojeg podržava Savez pobijedio na predsjedničkim izborima.
Dana 11. travnja 2007. savez je postao nefunkcionalan (nije formalno raspušten), a PD je isključen iz vlade Popescu-Tăriceanua. U međuvremenu se PD pretvorio u PDL. Novu vladu formirali su PNL i UDMR.